# Scapigliatura
Scapigliatura (italiană: [skapiʎʎaˈtuːra]) este numele unei mișcări artistice, care a cunoscut înflorirea sa după perioada artistică cunoscută ca  Risorgimento (1815–1871). Mișcărea includea muzicieni, poeți, scriitori, pictori și sculptori. Termenul Scapigliatura este echivalentul adjectivului francez "bohème" (boem).

## Istoric

### Origine și inspirație
Termenul Scapigliatura a fost derivat din titlul romanului La Scapigliatura e il 6 Febbraio (în română, Boema și 6 februarie) de Cletto Arrighi, pseudonimul literar al lui Carlo Righetti (1830–1906), unul dintre primii promotori ai mișcării. 

### Reprezentați importanți

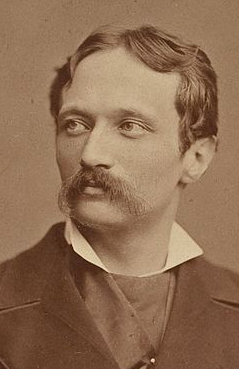
A young Boito

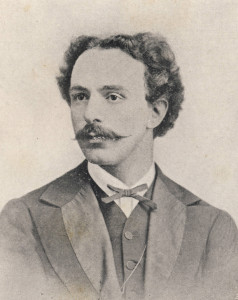
Franco Faccio

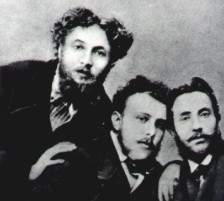
Emilio Praga, Carlo Dossi & Luigi Conconi

Reprezentații cei mai importanți au fost poetul și pictorul Emilio Praga (1839–1875), respectiv poetul și muzicianul Arrigo Boito (1842–1918).

### 1864–1891
Praga și Boito lansat Scapigliatura din plin atunci când au scos zirul Figaro în 1864.

### Praga, Tarchetti and Camerana
Emilio Praga și Igino Ugo Tarchetti sunt autorii care reprezintă cel mai fidel Scapigliatura și programul său estetic. Ei au fost primii din arta italiană, care au manifestat deschidere spre influențele culturale străine.

### Stil de viață
Artiștii Scapigliati au devenit repede faimoși pentru eradicarea granițelor dintre artă și viață, trăind în stil anti-conformism, idealism anarhic , afișând clar o dorință transcendentală de a trăi totul la maximum. Au influențat pictori relativi târzii mișcării, din anii 1920, așa cum au fost Medardo Rosso, Mose' Bianchi și Giuseppe Amisani. Mișcarea a fost imortalizată mai târziu de compozitorul Giacomo Puccini, un protejat de-al lui Arrigo Boito, în cunoscuta sa operă din 1896, 'La bohème, scrisă pe un libret de Giuseppe Giacosa.

## Alți poeți și scriitori din Scapigliatura
- Ferdinando Fontana
- Giuseppe Cesare Molineri
- Achille Giovanni Cagna
- Ambrogio Bazzero
- Cesare Tronconi
- Remigio Zena
- Edoardo Calandra
- Luigi Gualdo
- Domenico Milelli
- Salvatore Farina
- Mario Rapisardi
- Gian Pietro Lucini
- Paolo Valera
- Bernardino Zendrini
- Pompeo Bettini
- Giuseppe Aurelio Costanzo
- Alberto Cantoni
- Felice Cavallotti
- Antonio Ghislanzoni
- Vittorio Imbriani